# Route 204 (Nouvelle-Écosse)
Pour les articles homonymes, voir Route 204.
La route 204 est une route secondaire de la Nouvelle-Écosse située dans le nord-ouest de à province, desservant la région d'Amherst et d'Oxford. Elle traverse une région plutôt boisée. De plus, elle mesure 54 kilomètres, et est une route pavée sur toute sa longueur.

## Tracé
La 204 débute à l'est d'Amherst, sur la route 2. Elle commence par traverser Brookdale, puis elle se dirige vers l'est jusqu'à Oxford en étant parallèle à la Route Transcanadienne, la route 104, au nord de celle-ci. À Oxford, elle est nommée Little River Rd. et Birchwood Rd., puis elle continue ensuite de se diriger vers l'est en étant parallèle à la 104, ainsi qu'à la route 4. Elle se termine à Streets Ridge, sur la route 368.

## Histoire
La route 204 faisait autrefois partie de la route 4, jusqu'en 1970.

## Intersections principales
| Route 204           |               |    |                                                  |                           |
| Comté               | Location      | km | Intersection/Destinations                        | Notes                     |
| Comté de Cumberland | Amherst       | 0  | R-2, vers R-6 et R-104, Nouveau-Brunswick, Truro | extrémité ouest de la 204 |
| Comté de Cumberland | Oxford        | 34 | R-301 nord, Riverview, Port Howe                 |                           |
| Comté de Cumberland | Oxford        | 35 | R-321, Roslin, Port Philip                       |                           |
| Comté de Cumberland | Streets Ridge | 54 | R-368                                            | extrémité est de la 368   |

## Communes traversées
- Amherst
- Brookdale
- Salem (en)
- Little River (en)
- West Leicester (en)
- Hansford
- South Victoria (en)
- Oxford
- Streets Ridge (en)